# Touch Too Much
Touch Too Much — песня австралийской хард-рок-группы AC/DC. Четвёртый трек альбома Highway to Hell, выпущенного в 1979 году, последнего альбома записанного с участием Бона Скотта. Композиция была выпущена как сингл в 1980 году.

## О композиции
Авторами песни являются Ангус Янг, Малькольм Янг и Бон Скотт. Композиция получила успех среди фанатов и стала одной из известнейших песен группы, однако из-за смерти вокалиста Скотта она не исполнялась на концертах вплоть до 2016 года, когда AC/DC (с Экслом Роузом на вокале) сыграли её 22 мая на концерте в Праге в рамках тура «Rock or Bust».
На обложке сингла изображена фотография группы на сцене, развёрнутая слева направо. Видеоклип на песню был записан во время репетиций группы в ходе концертного тура If You Want Blood Tour (проводился в 1978—1979), и позднее вошёл видеосборник Family Jewels.
Песня с аналогичным названием но другими музыкой и текстом была издана в альбоме Volts, в составе бокс-сета Bonfire, в 1997 году.

## Кавер-версии
- Российская рок-группа Чёрный обелиск в 1991 году записала кавер-версию песни для магнитофонного альбома «Стена» (1991), однако в CD-переиздание альбома в 2006 году эта запись не была включена.
- Кавер на песню записала российская панк-рок-группа Тараканы!

## Состав
- Бон Скотт — вокал
- Ангус Янг — соло-гитара
- Малькольм Янг — ритм-гитара, бэк-вокал
- Клифф Уильямс — бас-гитара, бэк-вокал
- Фил Радд — ударные

## Позиции в чартах
| Чарт (1980)          | Позиция |
| -------------------- | ------- |
| German Singles Chart | 13      |
| UK Singles Chart     | 29      |